# Hamilton Smith
Hamilton Othanel Smith (Nova Iorque, 23 de Agosto de 1931) é um microbiologista estadunidense.
Foi agraciado com o Nobel de Fisiologia ou Medicina de 1978, por aplicação das enzimas que modificam as moléculas gigantes do ADN.